# China Today
China Today (дословно: Кина данас), месечни је часопис основан 1952.  Објављује се на кинеском језику, енглеском, шпанском, француском, арапском, немачком и турском, и званично је гласило Комунистичке партије Кине, намењено промовисању познавања кинеске културе, географије, економије и друштвених односа, као и позитивног погледа на Народне Републике Кине и њене владе људима изван Кине.

## Профил новина и тираж
Страни саветник и натурализовани кинески држављанин Израел Епстин био је главни уредник часописа Чајна тудеј од 1948. године, а касније се вратио у Кину на захтев Сунг Чинг-линга. Лист најчешће излази прве недеље у месецу. Уредници обично приказују оно што окарактеришу као растућу модернизацију и развој који се догодио у Кини од 1949. до данас.